# キルケニー統監
キルケニー統監（キルケニーとうかん、英語: Lord Lieutenant of Kilkenny）は、イギリスの官職。統監の1つで、キルケニー県を担当する。1831年首席治安判事（アイルランド）法（Custos Rotulorum (Ireland) Act 1831）により、Governor職を置き換える形で設立され、キルケニー首席治安判事も兼任する。1922年に建国したアイルランド自由国では統監が任命されなくなったが、法律自体は残り、1983年制定法整理法で正式に廃止された。

## 一覧
- 1831年10月7日 – 1838年5月18日：初代オーモンド侯爵ジェームズ・バトラー[3]
- 1838年11月 – 1847年5月16日：ダンキャノン子爵ジョン・ポンソンビー（のち第4代ベスバラ伯爵）[3]
- 1847年6月25日 – 1878年6月11日：ウィリアム・フレデリック・ファウンズ・ティッグ（英語版）[3]
- 1878年10月5日 – 1919年10月26日：第3代オーモンド侯爵ジェームズ・バトラー[3]
- 1920年6月23日 – 1922年：第5代デザート伯爵ハミルトン・カフ（英語版）[3]